# Militära grader i Brasilien
Militära grader i Brasilien visar den militära rangordningen i Brasiliens krigsmakt och de delstatliga militärpoliskårerna.
| Marinen                                                                      | Armén                                     | Flygvapnet                              | Militärpoliskårerna                     |
| Flaggmän och generalspersoner                                                | Flaggmän och generalspersoner             | Flaggmän och generalspersoner           | Flaggmän och generalspersoner           |
| ---------------------------------------------------------------------------- | ----------------------------------------- | --------------------------------------- | --------------------------------------- |
| Storamiral (Almirante) OF-10                                                 | Marskalk (Marechal) OF-10                 | Marskalk (Marechal-do-ar) OF-10         | -                                       |
| Amiral (Almirante-de-esquadra) OF-9                                          | General (General-de-exército) OF-9        | General (Tenente-Brigadeiro-do-Ar) OF-9 | -                                       |
| Viceamiral (Vice-almirante) OF-8                                             | Generallöjtnant (General-de-divisão) OF-8 | Generallöjtnant (Major-Brigadeiro) OF-8 | Generallöjtnant (Comandante Geral) OF-8 |
| Konteramiral (Contra-almirante) OF-7                                         | Generalmajor (General-de-brigada) OF-7    | Generalmajor (Brigadeiro) OF-7          | Generalmajor (Subcomandante Geral) OF-7 |
| Regementsofficerare                                                          |                                           |                                         |                                         |
| Kommendör (Capitão-de-mar-e-guerra) Marinintendenturkåren OF-5               | Överste (Coronel) OF-5                    | Överste (Coronel) OF-5                  | Överste (Coronel) OF-5                  |
| Kommendörkapten (Capitão-de-fragata) Militär själavårdspersonal OF-4         | Överstelöjtnant (Tenente-coronel) OF-4    | Överstelöjtnant (Tenente-coronel) OF-4  | Överstelöjtnant (Tenente-coronel) OF-4  |
| Örlogskapten (Capitão-de-corveta) Militär själavårdspersonal i reserven OF-3 | Major (Major) OF-3                        | Major (Major) OF-3                      | Major (Major) OF-3                      |
| Kompaniofficerare                                                            |                                           |                                         |                                         |
| Kapten (Capitão-tenente) Marinläkarkårens reserv OF-2                        | Kapten (Capitão) OF-2                     | Kapten (Capitão) OF-2                   | Kapten (Capitão) OF-2                   |
| Löjtnant (Primeiro-tenente) Sjöofficerskåren OF-1                            | Löjtnant (Primeiro-tenente) OF-1          | Löjtnant (Primeiro-tenente) OF-1        | Löjtnant (Primeiro-tenente) OF-1        |
| Fänrik (Segundo-tenente) Sjöofficerskåren OF-1                               | Fänrik (Segundo-tenente) OF-1             | Fänrik (Segundo-tenente) OF-1           | Fänrik (Segundo-tenente) OF-1           |
| Kadetter                                                                     |                                           |                                         |                                         |
| Flaggkadett (Guarda-marinha) OF-D                                            | Kadett (Aspirante-a-oficial) OF-D         | Kadett (Aspirante) OF-D                 | Kadett (Aspirante-a-oficial) OF-D       |
| Högsta underofficersgraden                                                   |                                           |                                         |                                         |
| Flottiljförvaltare (Suboficial)                                              | Regementsförvaltare (Subtenente)          | Flottiljförvaltare (Suboficial)         | Regementsförvaltare (Subtenente)        |

## Underofficerare och manskap
Armén
| Förvaltare (primeiro-sargento) | Fanjunkare (segundo-sargento) | Sergeant (terceiro-sargento) | Korpral (cabo) | Menig (soldado) |
| ------------------------------ | ----------------------------- | ---------------------------- | -------------- | --------------- |
|                                |                               |                              |                |                 |

Flottan
| Förvaltare (primeiro-sargento) | Fanjunkare (segundo-sargento') | Sergeant (terceiro-sargento) | Korpral (cabo) | Matros (marinheiro) Marinsoldat (Soldado FN) |
| ------------------------------ | ------------------------------ | ---------------------------- | -------------- | -------------------------------------------- |
|                                |                                |                              |                |                                              |

Flygvapnet
| Förvaltare (primeiro-sargento) | Fanjunkare (segundo-sargento) | Sergeant (terceiro-sargento) | Korpral (cabo) | Menig (soldado) |
| ------------------------------ | ----------------------------- | ---------------------------- | -------------- | --------------- |
|                                |                               |                              |                |                 |

Militärpoliskårerna
| Förvaltare (primeiro-sargento) | Fanjunkare (segundo-sargento) | Sergeant (terceiro-sargento) | Korpral (cabo) | Menig (soldado) |
| ------------------------------ | ----------------------------- | ---------------------------- | -------------- | --------------- |
|                                |                               |                              |                |                 |